# Antonio Sacchini
Antonio Maria Gaspare Sacchini (Firenze, 14 giugno 1730 – Parigi, 6 ottobre 1786) è stato un compositore italiano, appartenente alla scuola musicale napoletana, ma particolarmente attivo a Londra e a Parigi.

## Biografia
Figlio di un modesto cuoco, o cocchiere, fiorentino, all'età di quattro anni si trasferì a Napoli, con il padre, al seguito dell'infante Don Carlos di Borbone. Notato da Francesco Durante per le sue qualità musicali innate, questi fece in modo che, all'età di dieci anni, il piccolo fosse ammesso al Conservatorio di Santa Maria di Loreto. Qui, oltre ad apprendere da Durante e dal suo assistente Pietrantonio Gallo l'armonia e il contrappunto, e quindi l'arte della composizione, Sacchini imparò anche a suonare molto bene il violino sotto la direzione di Nicola Fiorenza, e studiò canto sotto quella di Gennaro Manna. È rimasto famoso il favore di cui il piccolo Sacchini godé presso il formidabile didatta Durante, che, si narra, ebbe modo di proporlo ad esempio agli altri allievi, ammonendoli che in lui trovavano un rivale difficile da superare e che dovevano fare tutti gli sforzi possibile per stargli al pari, senza di che egli sarebbe diventato "l'uomo del secolo".

### L'esordioitaliano
Al momento della morte del suo maestro (1755), aveva venticinque anni; l'anno successivo gli fu chiesto di diventare "mastriciello" (maestrino) e gli fu data l'occasione di comporre, quale saggio finale del corso di studi, un intermezzo in due parti intitolato Fra' Donato, che fu eseguito con successo dagli allievi all'interno del conservatorio e poi presso palazzi nobiliari del Napoletano. Secondo la storiografia tradizionale, il Fra' Donato fu seguito l'anno successivo da un secondo intermezzo, Il giocatore. Secondo più recenti acquisizioni riportate da Lorenzo Mattei nella voce sul musicista del Dizionario biografico degli italiani, si tratterebbe invece di un unico lavoro citato con due titoli alternativi. Sempre secondo il Mattei, il primo vero e proprio contatto con la composizione operistica Sacchini lo ebbe nella primavera del 1757 figurando, presso il Teatro San Salvatore di Venezia, tra "i vari, ed insigni autori" della musica del pasticcio metastasiano Demetrio. Il favore con cui furono accolte le sue prime prove, gli aprì la strada dei teatri minori e dell'opera in dialetto: in particolare riscosse un grande successo il suo esordio al Teatro dei Fiorentini con l'opera buffa Olimpia tradita (1758), che costituì il trampolino di lancio per il S. Carlo, dove approdò nel 1761 con la sua prima opera seria, Andromaca. Intanto, aveva, per così dire, fatto carriera al Conservatorio, dove aveva inizialmente ottenuto l'incarico non retribuito di "maestro di cappella straordinario", a fianco del "primo maestro", Manna, e del "secondo maestro", Gallo. Quando nel 1761, poco prima dell'esecuzione dell'Andromaca, Manna si era ritirato, c'era stato uno scivolamento verso l'alto e Sacchini era stato promosso "secondo maestro".
Nel 1762 un permesso concessogli dal Conservatorio gli consentì di recarsi a Venezia per presentare Alessandro Severo, su libretto di Apostolo Zeno, al Teatro San Benedetto, e un metastasiano Alessandro nelle Indie, l'anno seguente, al Teatro San Salvatore. Il successo a livello italiano che egli quindi riscosse con le sue opere successive, Olimpiade, a Padova (Teatro Nuovo, 1763), Eumene a Firenze (La Pergola, 1764), Semiramide riconosciuta a Roma (Argentina, 1764) e Lucio Vero a Napoli (S. Carlo, 1764), gli diede modo di rinunciare all'incarico retribuito al Conservatorio di Santa Maria di Loreto, nonché a quello provvisorio nel frattempo ottenuto dai conservatorî veneziani, e di tentare la sorte come compositore indipendente.

Stabilitosi inizialmente a Roma, Sacchini si dedicò per qualche anno alla composizione di opere buffe per il Teatro Valle, le quali estesero la sua fama a tutta l'Europa: tra esse può essere ricordato in particolare, anche perché ha avuto una ripresa moderna e una registrazione discografica, l'intermezzo in due atti, La contadina in corte del 1765. Successivamente, nel 1768, il musicista si trasferì a Venezia, avendo accettato l'incarico provvisorio di direttore del Conservatorio dell'Ospedale dei Poveri Derelitti (Ospedaletto), offertogli dal predecessore, Tommaso Traetta, suo amico e compagno di studi del periodo napoletano, il quale aveva deciso di trasferirsi presso la corte di San Pietroburgo. In tale posizione si fece rapidamente un nome anche come maestro di canto (avendo tra le sue allieve, Nancy Storace e, forse, Adriana Gabrielli, passata poi alla storia come Adriana Ferraresi Del Bene, creatrice del personaggio mozartiano di Fiordiligi) e, pur non interrompendo la sua attività di operista, si dedicò anche, come da contratto, alla composizione di pezzi religiosi (oratorî, messe, inni, mottetti) per il Conservatorio e per diverse chiese veneziane.
Charles Burney lo conobbe a Venezia nel 1770: godeva allora di una grande reputazione, i suoi Scipione in Cartagena (sic) e Calliroe erano appena stati dati con successo a Monaco di Baviera e a Ludwigsburg, ed egli era, a parere del musicologo inglese, l'unico a potersi affiancare al "gigante" Baldassare Galuppi in mezzo a tutti i "nani" che popolavano l'ambiente musicale veneziano del tempo.

### L'esperienza londinese

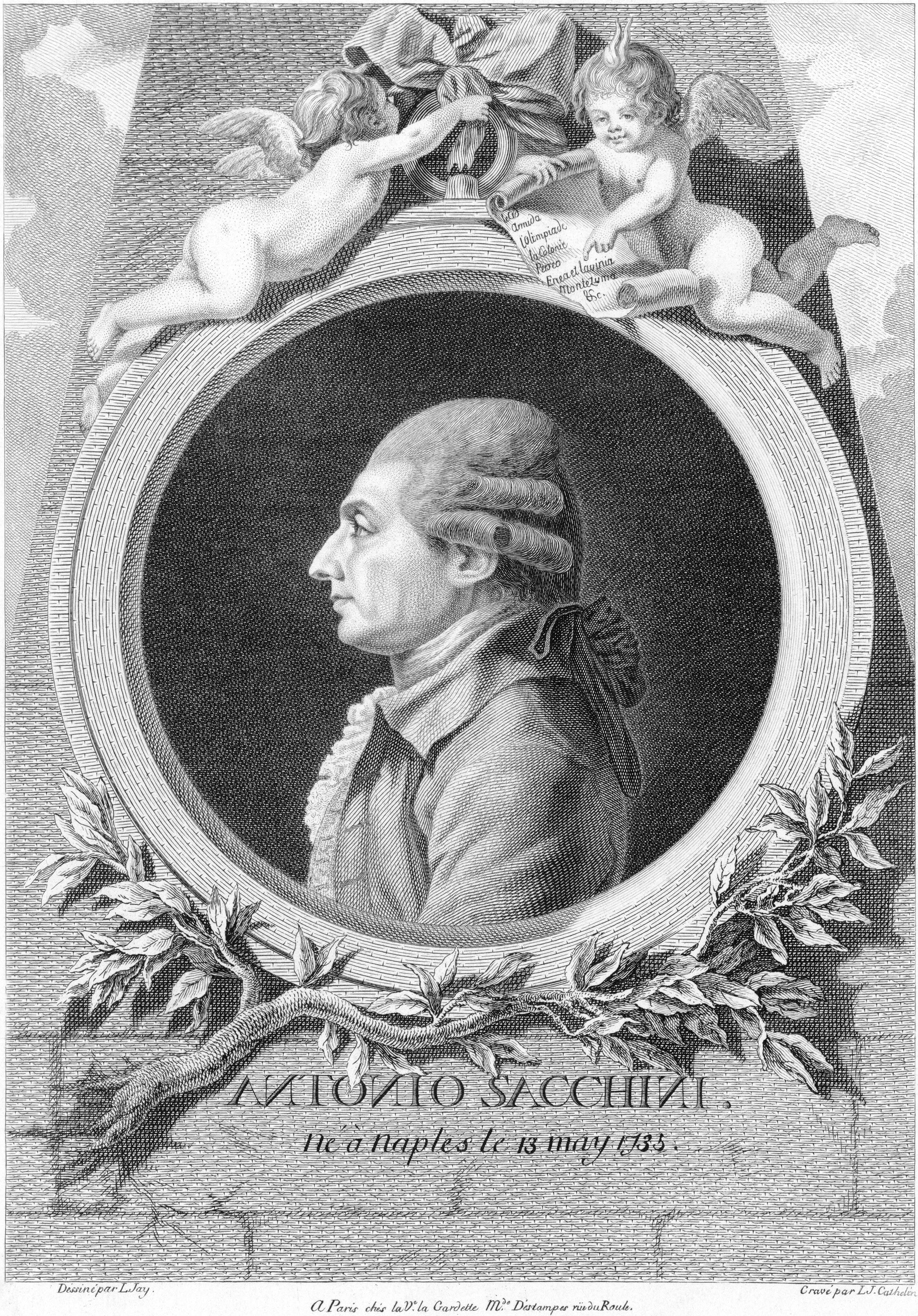
Antonio Sacchini raffigurato in un'incisione, 1781, Louis-Jacques Cathelin, Biblioteca nazionale di Francia

Nel 1772 Sacchini si trasferì a Londra, accompagnato da uno dei migliori castrati allora attivi sulla scena europea, nonché pupillo di Gluck, Giuseppe Millico, e, fin dalle due prime opere nuove date al King's Theatre all'inizio del 1773, Il Cid (gennaio) e Tamerlano (maggio), egli seppe conquistarsi, secondo Burney, i "cuori" del pubblico londinese, in una maniera così profonda da non lasciare alcun spazio al tentativo di Tommaso Traetta, nel 1776, di insediarsi anch'egli nella capitale britannica,, nonostante fosse stato in effetti lo stesso Sacchini a caldeggiare la spedizione in Inghilterra del suo vecchio amico. A Londra invece Sacchini sarebbe rimasto per un decennio, fino al 1782, anche se la sua vita dissoluta e gli ingenti debiti accumulati gli crearono difficoltà crescenti e inimicizie, tra cui quella di Venanzio Rauzzini che, nel 1774, aveva sostituito Millico come "primo musico" al King's Theatre, e che giunse a arrogarsi la paternità delle più famose arie scritte dal compositore. L'attività di Sacchini a Londra ebbe comunque carattere abbastanza costante nel decennio. "La maggioranza delle sue composizioni di musica da camera datano ... agli anni londinesi" e, per quanto riguarda il melodramma, non furono date opere nuove soltanto nel biennio 1776/1777, in connessione probabilmente con i soggiorni del compositore al di qua della Manica e con la messa in scena a Parigi di pasticci in versione francese basati su due suoi lavori precedenti: il dramma giocoso risalente al periodo romano, L'isola d'amore, ora intitolato La colonie, e l'opera seria Olimpiade (L'Olympiade). Autore della traduzione francese dei due libretti era il musicista letterato Nicolas-Étienne Framery, esponente del nascente partito piccinnista contro i gluckiani ed estimatore della musica italiana, il quale ammirava Sacchini e si legò a lui di una duratura amicizia. L'8 giugno 1779, infine, Sacchini varcava anche, per la prima volta, la soglia dell'Opéra, con una riproposizione, nel quadro della seconda fase della Querelle des Bouffons, del dramma giocoso L'amore soldato, presentato per la prima volta in Inghilterra l'anno precedente, e ora messo in cartellone come intermède in tre atti. Durante queste sue permanenze parigine Sacchini è anche accreditato di aver impartito i primi rudimenti di una vera educazione canora, alla futura star della lirica europea e cantante rifinita, Brigida Banti.

### Gli ultimi anni a Parigi
Quando la situazione di Sacchini a Londra si fece insostenibile, dopo che la sua salute si era alterata e il suo lavoro non ferveva più come prima, lo spettro sempre più vicino della prigione per debiti lo indusse infine ad accettare i calorosi inviti di Framery e a ritornare a Parigi, nel 1781. Sacchini fu assai ben accolto nella capitale francese: i piccinnisti lo vedevano come un naturale alleato nella loro battaglia contro l'influenza di Gluck, ma, soprattutto, si trovava contemporaneamente in città, in incognito, l'imperatore Giuseppe II, fervido appassionato della musica italiana e di quella di Sacchini in particolare, il quale non mancò di raccomandare il musicista alla sorella, la regina Maria Antonietta. La protezione della sovrana spianò la strada di Sacchini verso l'Opéra (non diversamente, del resto, da quanto era successo otto anni prima con Gluck) e, nel mese di ottobre, il compositore poté concludere un lauto contratto con l'Académie Royale de Musique per la rappresentazione di tre suoi lavori nuovi.
Sacchini si trovò però immediatamente al centro di intrighi e malevolenze. Il Signor de La Ferté, intendente dei Menus-Plaisirs du Roi, una sorta di ministro cerimoniere a cui faceva capo anche l'Académie Royale, e che si opponeva ai gusti musicali esterofili della regina, brigava per tenere in stallo la rappresentazione dell'opera di esordio di Sacchini, il Renaud, mentre i gluckisti maneggiavano per staccare il musicista dai suoi sostenitori piccinnisti. Quando finalmente il Renaud riuscì ad andare in scena, il 25 febbraio 1783, l'opera ebbe una buona riuscita, ma non fu un successo clamoroso. Il libretto era una rielaborazione, cui anche Framery aveva concorso, di un lavoro di Simon-Joseph Pellegrin (Renaud, ou La suite d'Armide), che era stato musicato nel 1722 da Henry Desmarest. Contrariamente a quanto si è spesso scritto il Renaud parigino non era un rifacimento della precedente Armida del 1772, già rielaborata come Rinaldo per Londra nel 1780, bensì «[un']opera quasi interamente nuova, a cominciare dalla vicenda, che ha inizio là dove finiva quella degli altri due lavori; il soggetto del dramma non [era] più costituito dagli amori di Armida e Rinaldo nel giardino incantato, poi distrutto da Armida dopo la fuga dell'amante, bensì dal seguito della favola tassesca (pur accolta con forti licenze)». In effetti, comunque, il Renaud aveva scontentato tutti: "La fazione di Piccinni asseriva che la partitura... era influenzata da Gluck, mentre i partigiani di Gluck condannavano il lavoro per carenza di forza drammatica e di originalità".

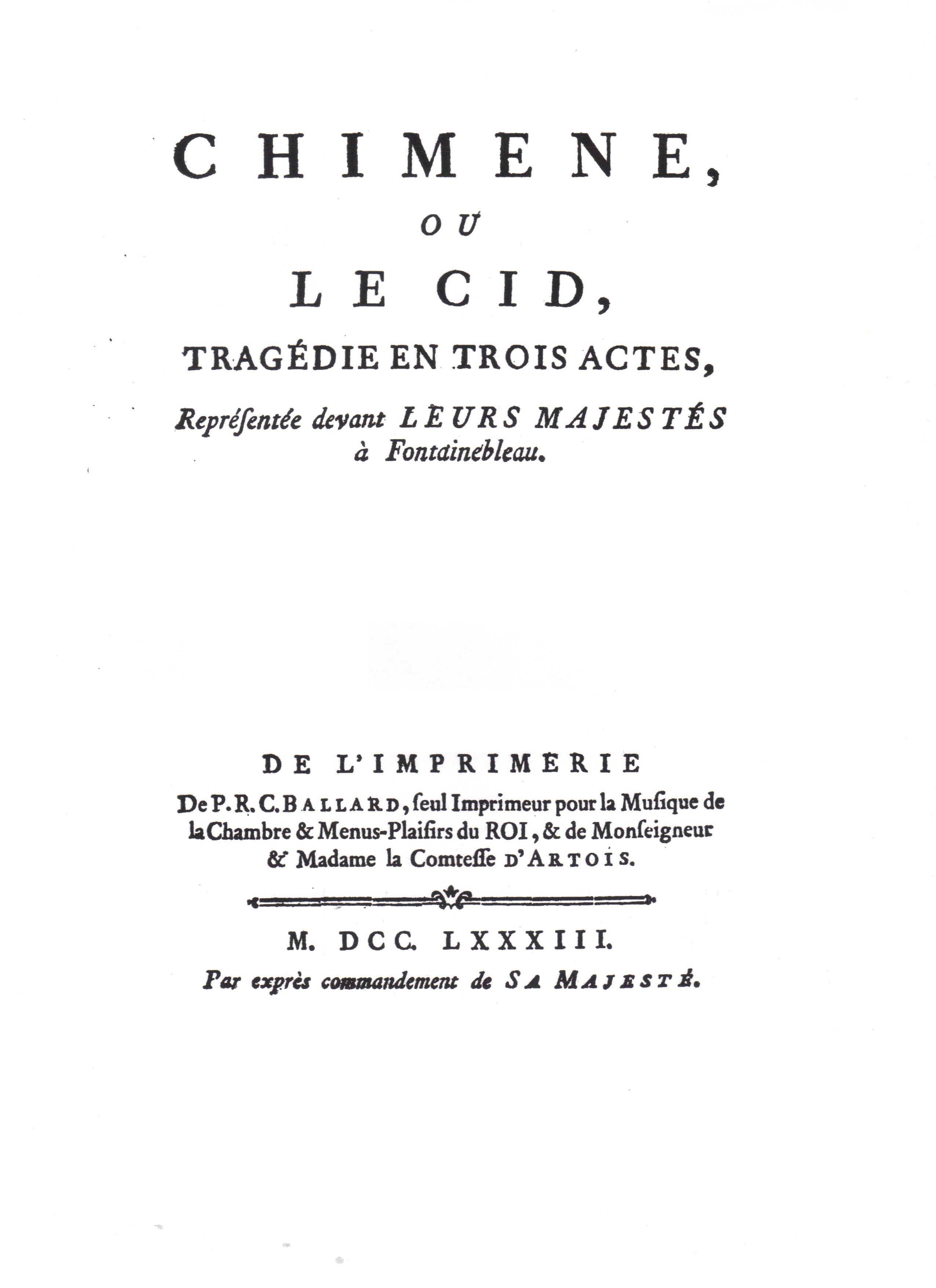
Frontespizio del libretto originale Chimène

La seconda opera prodotta da Sacchini per le scene parigine riprendeva anch'essa, peraltro più direttamente, un soggetto già trattato dal musicista in due occasioni precedenti, la storia del Cid campeador, e andò in scena a corte, con il titolo di Chimène, nell'autunno dello stesso anno 1783, in un'atmosfera di diretta concorrenza con Piccinni. La Didon di quest'ultimo aveva visto la luce, sempre a corte, un mese prima, e era stata accolta come un capolavoro, beneficiando di altre due rappresentazioni; Chimène, al paragone, fece meno scalpore e fu data solo una volta, ma "entrambi i compositori furono presentati al re (Sacchini dalla regina in persona) e fu loro riconosciuta una lauta pensione". In effetti, nonostante che l'arrivo di Sacchini a Parigi fosse stato caldeggiato dallo stesso Piccinni che aveva inizialmente visto in lui un naturale alleato, la perdurante assenza di Gluck dal campo (assenza che si sarebbe rivelata definitiva), le trame dei nemici di Piccinni, la suscettibilità e il bisogno di denaro di Sacchini avevano finito per mettere inevitabilmente in competizione anche i due italiani, e una specie di terzo partito musicale si era allora affacciato sulla scena parigina: i "sacchinisti", «sorta di gluckisti moderati, i quali, come disse argutamente Grimm, avevano aderito alla nuova setta solo per invidia nei confronti di Piccinni. Con la sua irresolutezza e debolezza, Sacchini arrivò solo a mettersi contro l'uno e l'altro partito senza riuscire ad farsi benvolere da alcuno dei due; e al momento della lotta li ebbe entrambi contro».
Siccome tutte e due le sue prime opere parigine erano state lodate per la loro gradevolezza di stampo italiano, ma anche criticate per una certa debolezza drammatica, derivante anch'essa dallo stile italiano, con le opere successive, integralmente nuove per lui, sul piano sia del soggetto che della musica, Sacchini "tentò di creare dei lavori che si conformassero pienamente agli stilemi del dramma musicale francese". Il Dardanus, il cui libretto era in gran parte ricalcato sul Dardanus di Jean-Philippe Rameau, attraversò alterne vicende e due edizioni videro la luce nel primo anno di rappresentazioni; la messa in scena del successivo Œdipe à Colone ebbe invece conseguenze più drammatiche sulla vita stessa del compositore. Sacchini aveva terminato la sua bella nuova partitura nel novembre del 1785 e l'entusiasta Maria Antonietta volle assolutamente che venisse data a corte il 4 gennaio 1786, come inaugurazione del nuovo teatro (peraltro ancora non perfettamente ultimato) della Reggia di Versailles. Forse a causa delle difficoltà di allestimento, la prima e unica rappresentazione dell'opera a corte ebbe scarso successo, ma al musicista la sorte avrebbe negato la soddisfazione di vederne altre, sia alla corte stessa, sia all'Opéra. Il suo allievo Henri-Montan Berton, compositore operistico a sua volta, così ci narra le circostanze che ne ritardarono l'apparizione sulla scena pubblica francese:

La regina Maria Antonietta che amava e coltivava le arti, aveva promesso a Sacchini che Œdipe sarebbe stata la prima opera ad essere rappresentata al teatro di corte, in occasione del trasferimento a Fontainebleau. Sacchini ci aveva messo a parte della lieta novella e continuava, al suo solito, a farsi trovare sul cammino di Sua Maestà, la quale, uscendo dall'ufficio divino, lo invitava a passare nel salone della musica. Là ella si prendeva il piacere di ascoltare alcuni dei più bei brani di Arvire et Évélina, l'opera di Guillard alla quale Sacchini stava allora lavorando. Avendo dovuto constatare che, per più domeniche di fila, la regina era parsa evitare i suoi sguardi, Sacchini, tormentato, inquieto, le si pose un giorno così palesemente dinnanzi che ella non poté dispensarsi dal rivolgergli la parola. Lo ricevette nel salone di musica e gli disse con voce emozionata: «Mio caro Sacchini, dicono ch'io accordi troppi favori agli stranieri. Sono stata così vivamente sollecitata a far rappresentare, in luogo del suo Œdipe, la Phedre del Signor Lemoine, che non ho proprio potuto rifiutare. Capisca la mia posizione, mi perdoni.» Sacchini, sforzandosi di contenere il suo dolore, fece un saluto rispettoso e ripartì subito alla volta di Parigi. Si fece lasciare da mia madre, entrò in preda alle lacrime e si gettò sul divano. Non potemmo ottenere da lui che poche frasi smozzicate. «Mia buona amica, figli miei, sono perduto, la regina non m'ama più, la regina non m'ama più!!». Tutti i nostri sforzi per placare il suo dolore furono vani: non volle saperne di mettersi a tavola. Era molto malato di gotta. ... lo riconducemmo a casa, si mise a letto e tre [giorni] dopo aveva cessato di vivere all'età di cinquantadue anni.

Sacchini morì il 6 ottobre 1786, in effetti all'età di cinquantasei anni, lasciando incompiuta la partitura di Arvire et Eveline che fu completata da Jean-Baptiste Rey, direttore dell'orchestra (batteur de musure) dell'Opéra, e rappresentata, con buona fortuna, il 29 aprile 1788.
La drammatica morte di Sacchini suscitò un'emozione generale. «Catalizzato dal coinvolgimento della regina e da [un] articolo sinceramente elogiativo di Piccinni, che dedicò al Maestro una commovente orazione funebre, il sentimento diffuso ebbe come prima conseguenza quella di rovesciare radicalmente l'umore dell'opinione pubblica», e la direzione dell'Académie Royale, senza neanche bisogno di aspettare le consuete pressioni dall'alto, diede disposizioni per l'allestimento dell'Œdipe à Colone nel Teatro de la Porte-Saint-Martin, all'epoca sede provvisoria dell'Opéra. «La prima rappresentazione di Œdipe à Colone si tenne martedì 1º febbraio 1787 ... La sala era stracolma e molta gente dovette restare in piedi ... L'affluenza rese ancor più impressionante il trionfo». Un trionfo clamoroso e duraturo: da allora in avanti, l'opera fu messa in scena nel massimo teatro parigino ogni anno dal 1787 al 1830, nonché nel luglio del 1843 e nel maggio del 1844, per un totale di 583 recite, diventando così il melodramma più famoso di Sacchini e uno dei più durevoli in cartellone di tutto il Settecento, e superando ampiamente anche quelli di Gluck, almeno fintantoché non entrò in quell'oblio in cui è fondamentalmente rimasto fino ad oggi, non altrimenti, d'altronde, da tutto il resto dell'opera di Sacchini.

## Considerazioni sull'artista
«La reale portata dell'opera di Sacchini è oggi, esteticamente, difficile da determinare, anche se l'ovvia importanza storica della sua figura e del suo operare incoraggiano senza dubbio un più attento studio e una più profonda indagine»: con queste parole significative il redattore della voce su Sacchini nella Grande Enciclopedia della Musica Lirica inizia la parte dedicata alla valutazione dell'opera del compositore. Valutazione che, comunque, è resa più difficile dallo scarso interesse che il moderno mondo teatrale della lirica gli ha voluto riservare. Nessuna delle sue opere risulta essere stata ripresa in forma scenica nei maggiori teatri internazionali (il suo capolavoro, Œdipe à Colone, dopo il 1844) e nessuno dei grandi direttori d'orchestra del XX secolo gli ha dedicato la minima attenzione (e quindi neanche l'industria discografica). Solo con l'arrivo del XXI secolo le cose hanno iniziato a cambiare, e oggi sono disponibili addirittura due registrazioni discografiche dell'Œdipe e una del Renaud.
Sacchini fu descritto a suo tempo come il campione della melodia: secondo Giuseppe Carpani, di una ventina d'anni più giovane di lui, egli poteva essere considerato come il più grande melodista del mondo. E, questo della facilità melodica, ricompreso in una più generale facilità di mano nella composizione, era indubbiamente il dono che Sacchini aveva ricevuto dalla fiorente scuola napoletana in cui si era trovato a crescere. Egli si distinse comunque, fin dagli inizi, anche per una certa tendenza ad allontanarsi invece dagli schemi più ritriti della tradizione operistica italiana. «Solo raramente egli aderì alla forma completa dell'aria con da capo e fece invece sovente uso di versioni modificate dello schema base», ricorrendo spesso ad una forma bipartita del tipo della cavatina. Fu comunque «con l'inserimento in un ambiente musicale internazionale e con l'acquisizione di una più vasta ed eterogenea esperienza, che le qualità del Sacchini migliore [pervennero] ad una completa maturazione», e questo soprattutto nel periodo parigino: nel corso di esso egli «irrobustì il suo piglio con un'ovvia tinta gluckiana, che non fu tuttavia capace di annullare [i] doni melodici e sensuali» che gli derivavano dalla sua tradizione italiana, «mentre anche la sua tavolozza orchestrale ... si arricchì di palpiti e colori nuovi e ben più accesi, tali da anticipare per diversi aspetti molte drammatiche accensioni romantiche a venire». L'opera più caratteristica in questo senso è indubbiamente il già citato Œdipe à Colone, ma anche il Dardanus si pone sicuramente sulla stessa strada: esse «sono opere nelle quali ogni elemento che non risulti funzionale all'espressione drammatica viene espunto. Recitativi accompagnati, ariosi e arie fluiscono naturalmente ...[dando vita] a scene la cui unità viene assicurata dall'impiego del medesimo materiale tematico ... Particolarmente fortunato si rivelerà l'accostamento cavatina-cabaletta, destinato a diventare d'uso comune nel secolo seguente ... Di grande efficacia [infine] le scene corali, nelle quali il coro si alterna ai solisti, mostrando da un lato l'influenza gluckiana, e aprendo altresì dall'altro la strada al grand-opéra di Spontini». Si può quindi concludere affermando, con David DiChiera, che, al culmine del suo lavoro parigino, Sacchini aveva conseguito una sintesi mirabile dello stile melodico italiano e dei principi gluckiani all'interno degli stilemi tradizionali dell'opera francese.

## Repertorio dell'opera di Sacchini
Se non diversamente di volta in volta indicato, il seguente repertorio, ancora largamente incompleto, è ripreso dal "breviario biografico" di Georges Sauvé, Antonio Sacchini 1730-1786 - Un musicien de Marie-Antoinette, e dalla voce Sacchini, Antonio (Maria Gasparo Gioacchino), compilata da David DiChiera per The New Grove Dictionary of Opera (che costituisce del resto anche una delle fonti dichiarate da Sauvé). È bene evidenziare che Georges Sauvé non è un musicologo di professione.

### Melodrammi
- Fra Donato (Napoli, 1756) - intermezzo
- Il giocatore (Napoli, 1757) - intermezzo
- Olimpia tradita (Napoli, 1758) - commedia[44]
- Il copista burlato (Napoli, 1759) - commedia
- I due fratelli beffati (Napoli, 1760) - commedia
- La vendemmia (Roma, 1760) - intermezzo
- Il monte Testaccio (Roma, 1760) - opera buffa
- La finta contessa (Roma, 1761) - farsetta
- Andromaca (Napoli, 1761) - opera seria
- Li due bari (Napoli, 1762) - opera buffa
- L'amore in campo (Roma, 1762) - dramma giocoso
- Alessandro Severo (Venezia, 1763) - opera seria
- Alessandro nell'Indie (Venezia, 1763) - opera seria
- Olimpiade (Padova, 1763) - opera seria (ripresa a Parigi nel 1777 come pasticcio di musiche di Sacchini, con il titolo di L'olympiade, nella traduzione di N.E. Framery)
- Semiramide riconosciuta (Roma, 1764) - opera seria
- Eumene (Firenze, 1764) - opera seria
- Lucio Vero (Napoli, 1764) - opera seria (parzialmente ripresa a Londra nel 1773 come pasticcio)
- Il Creso (Napoli, 1765) - opera seria (rivista per Londra nel 1774 e, come Euriso, nel 1781)
- La contadina in corte (Roma, 1765) - opera buffa (riprese multiple)
- L'isola d'amore (Roma, 1766) - dramma giocoso (ripreso a Parigi nel 1775, come pasticcio di musiche di Sacchini e sotto forma di opéra-comique, con il titolo di La colonie, nella traduzione di N.E. Framery (poi anche riversata in tedesco nel 1779); rivista pure per Londra nel 1776)
- Le contadine bizzarre (Milano, 1766)[45]
- Artaserse (Roma, 1768) - opera seria
- Il finto pazzo per amore (Roma, 1768) - intermezzo (riprese multiple)
- Il Cidde (Roma, 1769) - opera seria[46]
- Nicoraste (Venezia, 1769) - opera seria
- Scipione in Cartagena (Monaco di Baviera, 1770) - opera seria
- L'eroe cinese (Monaco di Baviera, 1770) - opera seria
- Calliroe (Ludwigsburg, 1770) - opera seria
- Adriano in Siria (Venezia, 1770) - opera seria
- Ezio (Napoli, 1771) - opera seria
- Armida (Milano e Firenze, 1772) - opera seria (rivista per Londra nel 1780 come Rinaldo)
- Vologeso (Parma, 1772) - opera seria
- Il Cid (Londra, 1773) - opera seria
- Tamerlano (Londra, 1773) - opera seria
- Perseo (Londra, 1774) - opera seria
- Nitteti (Londra, 1774) - opera seria
- Montezuma (Londra, 1775) - opera seria
- Didone abbandonata (Londra, 1775) - opera seria[47]
- Erifile (Londra, 1778) - opera seria
- L'amore soldato (Londra, 1778) - dramma giocoso
- L'avaro deluso, o Don Calandrino (Londra, 1778) - dramma giocoso
- Enea e Lavinia (Londra, 1779) - opera seria
- Mitridate (Londra, 1781) - opera seria
- Rosina (Londra, 1783)[48]
- Renaud (Parigi, 1783) - opéra (tragédie lyrique)
- Chimène (Fontainebleau, 1783) - tragédie (lyrique)
- Dardanus (Versailles, 1784) - tragédie (lyrique)
- Œdipe à Colone (Versailles, 1786) - tragédie lyrique
- Arvire et Évélina (Parigi, 1788) incompiuta, terminata da Jean-Baptiste Rey - tragédie lyrique
- Ester (luogo e data incerti) - intermezzo[49]

#### Opere scritte in collaborazione con altri musicisti
In questa sezione sono compresi i melodrammi che risultano contenere musiche originali di Sacchini affiancate a quelle di altri compositori
- Niccolò Piccinni
  - Le donne dispettose (Napoli, 1754) (incerta)
  - Le trame per amore (Napoli 1759) (incerta)
  - Il curioso imprudente (Napoli, 1761) (certa)[50]
  - La massara spiritosa (Napoli, 1761) (certa)
  - Il Cavalier parigino (Napoli, 1762) (certa)
- Fedele Fenaroli
  - I due sediarii (Napoli, 1759)[51]
- Baldassarre Galuppi
  - Villano (Venezia?, 1762?)[52]
- Tommaso Giordani
  - Le vicende della sorte (1770)[53]

### Musica strumentale
La gran parte della musica strumentale pubblicata di Antonio Sacchini risulta risalire al periodo londinese (1772-1781).
- 2 sinfonie edite a Parigi nel 1767[54]
- Periodical Overture n. 49, in 8 parti, Bremner, Londra, 1776[55]
- 6 sonate a tre, due violini e basso, op. 1, Londra, Bremner, 1775
- 6 quartetti per archi, op. 2, Londra 1778
- 6 sonate per clavicembalo o pianoforte e violino, op. 3, Londra, 1779
- 6 sonate per clavicembalo o pianoforte e violino, op. 4, Londra, 1780[56]

### Musica sacra
I pezzi sacri di Sacchini furono composti per la maggior parte durante il periodo di direzione del conservatorio dell'Ospedaletto a Venezia. Significativamente, tutti i pezzi composti a Venezia sono in tonalità maggiore.
- 1761 Gesù presentato al tempio, oratorio, Napoli
- 1764 L'umiltà esaltata, oratorio, Napoli
- 1766 L'abbandono delle ricchezze di San Filippo Neri, oratorio, Bologna[58]
- 1767 Lo sposalizio di Abigaille con Davide, Napoli[59]
- 1768 II popolo di Giuda liberato della morte per intercessione della regina Esther, oratorio, Roma
- 1768 Magnificat in re maggiore, Venezia
- 1768 Salve Regina in sol maggiore, antifona
- 1768 Fremo gemendo in poena in si maggiore, salmo, Venezia
- 1768 Sicut lilia in valle amoena in fa maggiore, salmo, Venezia
- 1769 messa in re maggiore (Kyrie, gloria), Venezia
- 1769 Te Deum in re maggiore, Venezia
- 1769 Habet amor suas procellas in re maggiore, Venezia
- 1769 Aurae de coelo in si maggiore, Venezia
- 1769 Charitas omnia vincit (modi sacri), mottetto, Venezia
- 1769 Paventi ut nautae in sol maggiore, salmo, Venezia
- 1770 Salve Regina in fa maggiore, inno (antifona), Venezia
- 1770 Machabaeorum mater, azione sacra (actio sacra), Venezia
- 1771 Ave Regina Coelorum in fa maggiore, inno (antifona), Venezia
- 1771 O quam carae et quam beatae silvae, salmo, Venezia
- 1771 Jephtes sacrificium azione sacra (actio sacra), Venezia
- 1772 Miserere in mi maggiore, salmo, Venezia
- 1772 Regina Coeli in re maggiore, antifona, Venezia
- 1772 Missa solemnis in re maggiore (Kyrie, gloria, credo), Venezia
- 1772 Cor serba te fidelem in fa maggiore, salmo, Venezia
- 1772 Nuptiae Ruth, azione sacra (actio sacra), Venezia
- 1786 Juditta, oratorio, Parigi

Senza data, ma risalenti al periodo veneziano (1768-1772)
- Ave Regina coelorum in mi maggiore, inno (antifona), Venezia
- Regina coeli in si maggiore, antifona, Venezia

### Musica vocale da salotto
Secondo Gearges Sauvé risultano "numerosi lavori non repertoriati in Italia, a Londra (di cui nove duetti del 1775), a Parigi, a Dublino, ariette inedite pubblicate molto tempo dopo la sua morte, arie, cantate...", nonché un "Quaderno di musica di Francesca Bazin, manoscritto autografo totalmente inedito". Si tratta, in quest'ultimo caso di una raccolta manoscritta di Antonio Sacchini, risalente al 1785 e appartenente attualmente alla collezione privata dello stesso Sauvé, discendente della Bazin. Essa si compone di 19 melodie (16 per soprano e pianoforte, 1 per pianoforte solo, 1 duetto per soprani e pianoforte, e 1 quartetto), ed è stata pubblicata recentemente da ELPE-Musique (Le Cahier de musique de Fanny Bazin). Il quaderno costituisce lo strumento delle lezioni che Sacchini impartiva all'undicenne Bazin su mandato della regina e "testimonia la ricercatezza e l'intensità della vita artistica che la regina Maria Antonietta offriva agli intimi".

### Fontion-line
- Dizionario dell'opera (voce: Renaud), «myword.it»
- ELPE-Musique, su elpe-musique.com. URL consultato il 28 gennaio 2011 (archiviato dall'url originale il 5 febbraio 2009).